# Strada europea E231
La strada europea E231  è una strada di classe B, lunga 54 km, il cui percorso si trova completamente in territorio olandese e dalla designazione con l'ultimo numero dispari si può evincere che il suo sviluppo è in direzione nord-sud.
Collega le città di Amsterdam e di Amersfoort.